# Jakub Stretti
Jakub Stretti (* 30. srpna 1967 Praha) je současný český malíř a restaurátor malířských děl.

## Život
V roce 1986 absolvoval SOŠV na Hollarově nám. v Praze. Od roku 1987 studoval na Pražské Akademii výtvarných umění v atelieru krajinomalby prof. Františka Hodonského a v atelieru Karla Malicha, absolvoval v roce 1994 u prof. Hodonského.  V průběhu studia absolvoval roční studijní stáž na École Nationale d´Art v Cergy Pontoise ve Francii. Od roku 1999 člen výtvarné sekce Umělecké besedy.
Vedle malování se v průběhu let začal věnovat také restaurování malířských děl na plátně a nástěnné malbě. Vzdělání v oboru restaurátorství malířských děl a polychromované plastiky na pražské AVU dokončil v roce 2016.